# Lethe proxima
Lethe proxima är en fjärilsart som beskrevs av John Henry Leech 1892/94. Lethe proxima ingår i släktet Lethe och familjen praktfjärilar. Inga underarter finns listade i Catalogue of Life.